# Стрелок (должность)

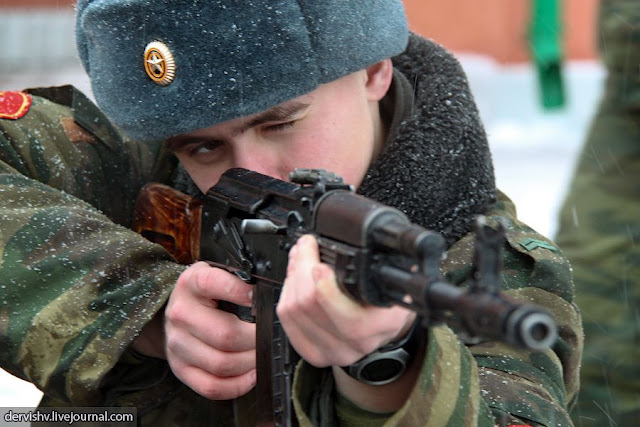
Стрелок МСВ ВС России целится из автомата АК-74.

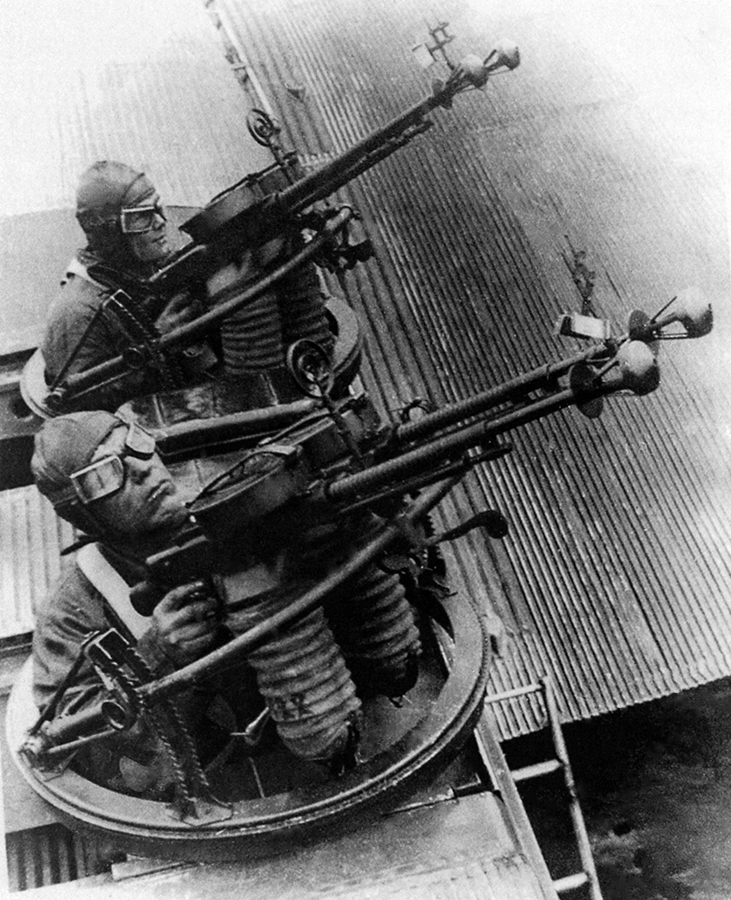
Стрелки со спарками пулемётов ДА на борту бомбардировщика ТБ-3.

Стрело́к — первичная воинская должность рядового военнослужащего в формированиях Вооружённых Сил Российской Федерации (ВС России): в мотострелковых войсках (МСВ), воздушно-десантных войсках (ВДВ), морской пехоте (МП) и других войсках и силах, а также пограничных органах ФСБ России и войсках национальной гвардии Российской Федерации.

## История
Стрелок является основной боевой единицей стрелкового отделения (мотострелкового отделения, мсо) в мотострелковом взводе, предназначенной для выполнения поставленной боевой задачи по поражению живой силы противника в ближнем бою, с помощью личного оружия — автомата (карабина). По военно-учётной специальности (ВУС) относится к стрелковым специальностям.
Для овладения специальностью «стрелок» необходимо иметь образование, не ниже основного общего образования (девяти классов средней школы). Подготовка по специальности осуществляется по месту службы в войсках (силах).

## Воздушный стрелок
В военно-воздушных силах, морской и армейской авиации России, а также других государств мира, существует должность воздушный стрелок, являющаяся одной из должностей в составе экипажа летательного аппарата (ЛА).
Воздушный стрелок осуществляет управление пушечной, либо пулемётной установкой, ведя огонь по воздушным целям для защиты своего ЛА от атак самолётов и вертолётов противника, либо (применительно к многоцелевым вертолётам армейской авиации, а также к американской «летающей артбатарее» AC-130) — по наземным и надводным целям для подавления средств ПВО противника, и непосредственной поддержки подразделений сухопутных войск на поле боя.
В эпоху поршневой и дозвуковой реактивной авиации XX века должность воздушного стрелка (в РККА по состоянию на 22 июня 1941 года — ВУС № 69) имелась в составе большинства экипажей бомбардировочной, штурмовой, разведывательной и военно-транспортной авиации многих стран мира, а в отдельных случаях и в истребительной авиации, например в экипажах немецких тяжёлых истребителей Messerschmitt Bf.110, ночных истребителей Junkers Ju.88G, британских истребителей Boulton Paul Defiant и Blackburn Roc, и т. д. Во многих случаях эта должность совмещалась с какой-нибудь другой, например: воздушный стрелок-моторист или воздушный стрелок-радист (в РККА — ВУС № 70 и ВУС № 71 соответственно).
Современные бомбардировщики ВВС США не имеют оборонительного вооружения, последний военнослужащий, имевший опыт службы кормовым стрелком B-52, ушел в отставку в 2017 году. В Воздушно-космических силах и Морской авиации ВМФ России существует должность старший воздушный стрелок в экипажах таких самолётов, как Ил-76, Ан-12 и т. п. Кроме того, бортовые стрелки для ведения огня по наземным (надводным), а в отдельных случаях и по воздушным целям, из установленных в дверных и оконных проёмах 7,62-мм пулемётов ПК, могут включаться в состав экипажей многоцелевых, транспортно-боевых и тяжёлых транспортных вертолётов Армейской авиации и Морской авиации ВМФ России, например: Ми-8, Ми-24, Ка-29, Ми-26 и т. д. Необходимо отметить, что на рабочем месте стрелка может лететь не только штатный член экипажа, но, к примеру, начальник воздушно-огневой и тактической подготовки эскадрильи или полка (ВОТП).
Строго говоря, функции по управлением стрелковой (огневой) установкой могут быть возложены на какого-либо члена экипажа, совмещающего различные обязанности на борту летательного аппарата. Так например, на самолётах типа Пе-2, Ту-2, Ил-28 и множества других, должность называлась «воздушный стрелок-радист» (ВСР). На самолётах типа Ту-95, Ту-142 или Ту-16, с системой вооружения ПВ-23, ВСР управлял огнём только нижней пушечной установки, а в штате экипажей этих кораблей также был командир огневых установок (КОУ), который работал с кормовой установкой, но при необходимости мог взять управление всеми бортовыми установками на себя. Верхней установкой на этих машинах заведовал штурман-оператор (или второй штурман). К примеру, на самолётах типа Ту-22М кормовой стрелковой установкой управляет штурман-оператор.
На вертолётах Ми-24 стрельбу из двух пулемётов ПКТ, установленных в дверных проёмах на легкосъёмных шкворневых установках (при открытых верхних створках дверей грузовой кабины), ведёт бортовой стрелок (при отсутствии последнего в составе экипажа, его обязанности может исполнять бортовой техник). Кроме того стрельбу со шкворневых установок, установленных в оконных проёмах, при открытых иллюминаторах могут вести десантники из их штатного стрелкового вооружения (АК и РПК).

Воздушные стрелки
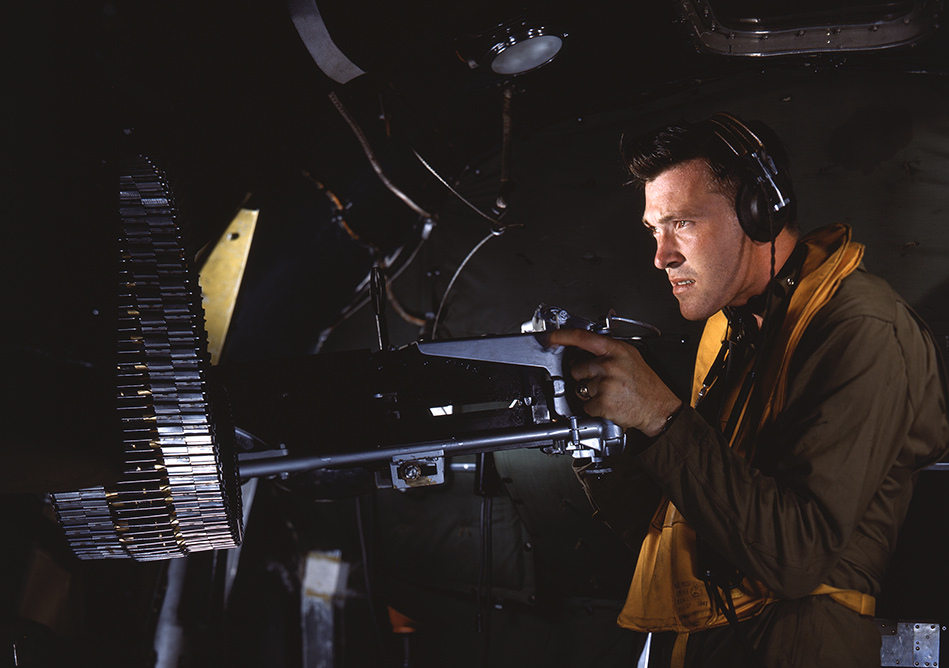
Воздушный стрелок 12,7-мм пулемётной установки M2 на борту бомбардировщика B-17 Flying Fortress.
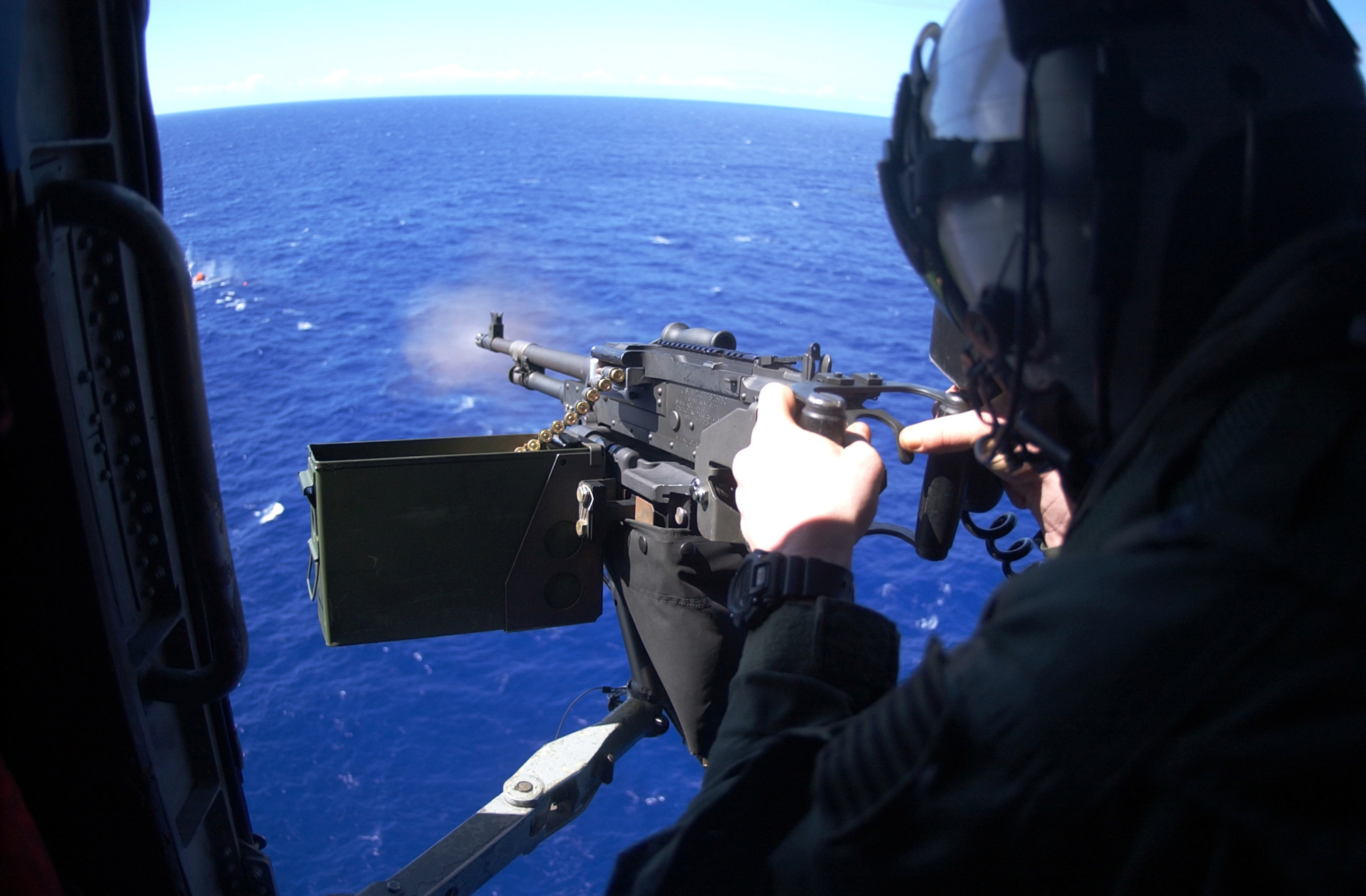
Бортовой стрелок палубного многоцелевого вертолёта SH-60 Seahawk отрабатывает стрельбу из 7,62-мм пулемётной установки M240 в ходе военных учений.
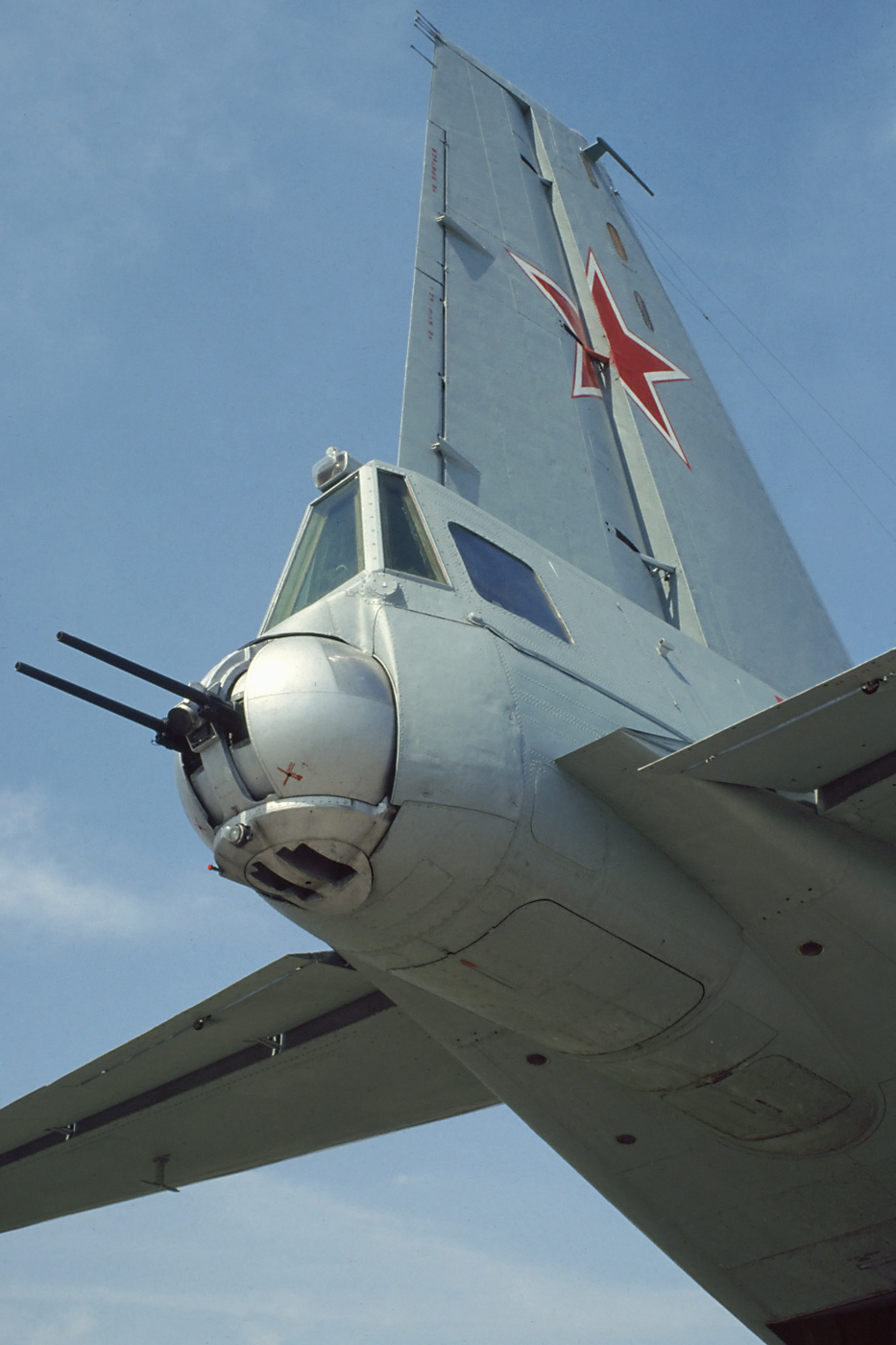
Кабина старшего воздушного стрелка 23-мм спаренной установки ПВ-23У с пушками АМ-23 в хвостовой части военно-транспортного самолёта Ан-12.

## Обязанности стрелка в сухопутных войсках
Стрелок обязан:
- знать

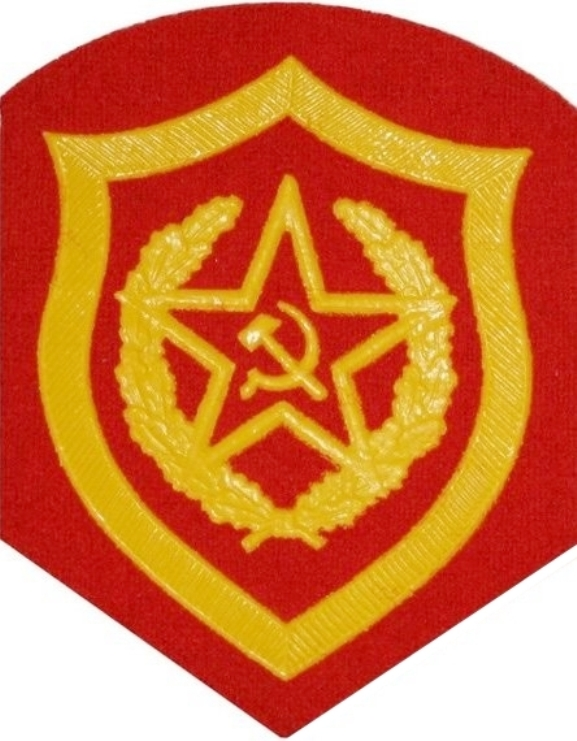
Нарукавный знак по роду войск: Мотострелковые войска ВС СССР.

  - в совершенстве своё личное оружие (автомат), средства РХБ защиты;
  - знать основы современного общевойскового боя, уметь чётко действовать в наступлении, обороне, встречном бою, при форсировании водных преград, а также в составе десанта;
- владеть
  - личным оружием;
  - приёмами посадки и высадки из автомобиля, боевой машины пехоты (БМП), бронетранспортёра (БТР) ведения боя в лесу, горах, населённых пунктах, днём и ночью, в условиях плохой видимости, различных климатических условиях, во все времена года;
- уметь
  - вести из автомата (карабина), меткий огонь по противнику (в том числе во время движения автомобиля, БМП, БТР или с коротких остановок), наблюдать за результатами огня и умело корректировать его;
  - оборудовать различного рода укрытия (окопы, блиндажи), пользоваться средствами индивидуальной РХБ защиты;
  - применять все виды оружия, находящегося на вооружении отделения и взвода (пулемёт, гранатомёт, огнемёт и другие), минировать местность и делать проходы в минных полях;
  - пользоваться приспособлениями и механизмами, расположенными в автомобиле, БМП, БТР;
  - помогать наводчику-оператору в техническом обслуживании вооружения БМП, БТР, а водителю — в проведении технического обслуживания автомобиля, БМП, БТР;

В мотострелковом отделении имеется:
- штатная должность — стрелок[1].
  - штатное воинское звание — рядовой[1].
  - тарифный разряд должностного оклада — 2[1].

В стрелковом отделении РККА СССР было положено, по штату 04/401 стрелковой роты образца 1941 года, иметь 6 стрелков, в звании «красноармеец», вооружённых винтовкой СВТ-38 (СВТ-40), из 11-и (чуть ранее 12, а чуть позже 9-и) человек личного состава отделения.

## Военно-учётные специальности стрелков
Официально существовали в ВС СССР, и существуют в вооружённых силах государств постсоветского пространства: ВС России, ВСУ, ВС РБ, ВС РК и так далее, следующие военно-учётные специальности стрелков (номера ВУС указаны относительно ВС России):
- стрелок-зенитчик — ВУС № 041900;
- старший стрелок — ВУС № 100868;
- стрелок (а также стрелок-помощник гранатомётчика) — ВУС № 100915;
- стрелок внутренних войск — ВУС № 100915п;
- стрелок пограничных войск — ВУС № 100915р;
- стрелок-гранатомётчик — ВУС № 101533;
- стрелок-наблюдатель;
- старший воздушный стрелок;
- башенный стрелок — в танковых войсках СССР.

## Ограничение
Запрещена в вооружённых силах России, для лиц женского пола.

## В литературе
… Он в тёплом окопе пристроиться смог
На сытую должность стрелка.— Булат Окуджава, «Разговор с сыном», 1974 год.